# Pellaea gleichenioides
Pellaea gleichenioides là một loài thực vật có mạch trong họ Adiantaceae. Loài này được (Gardner) H. Christ miêu tả khoa học đầu tiên năm 1902.